# Jasmineira macrophthalma
Jasmineira macrophthalma är en ringmaskart som beskrevs av Ehlers 1913. Jasmineira macrophthalma ingår i släktet Jasmineira och familjen Sabellidae. Inga underarter finns listade i Catalogue of Life.